# Nová marka
Nová marka (německy Neumark, polsky Nowa Marchia), známá též jako Východní Braniborsko, byla část Braniborského markrabství a jeho nástupnických států, která se nacházela na východ od řeky Odry a na sever od řek Warty a Noteće na území, jež po roce 1945 připadlo Polsku. Jejím přirozeným centrem bylo dnešní polské město Kostřín.

## Historie

### Pravěk
V době bronzové spadalo území pozdější Nové marky do oblasti Lužické kultury. V době železné zde převládala kultura jastorfská, která bývá někdy ztotožňována s germánskými, jindy s keltskými kmeny.
V období stěhování národů zamířila většina zdejšího obyvatelstvo směrem na západ. Po roce 500 začali oblast, jež se stala lesnatou hranicí mezi Pomořanskem a Velkopolskem, postupně osídlovat západoslovanské kmeny. Podle Bavorského geografa zabydleli území budoucí Nové marky Milčané, kteří měli v oblasti mezi Odrou a dnešní Poznaní více než 30 sídlišť s možným centrálním hradištěm v jejich středu.

### Středověk

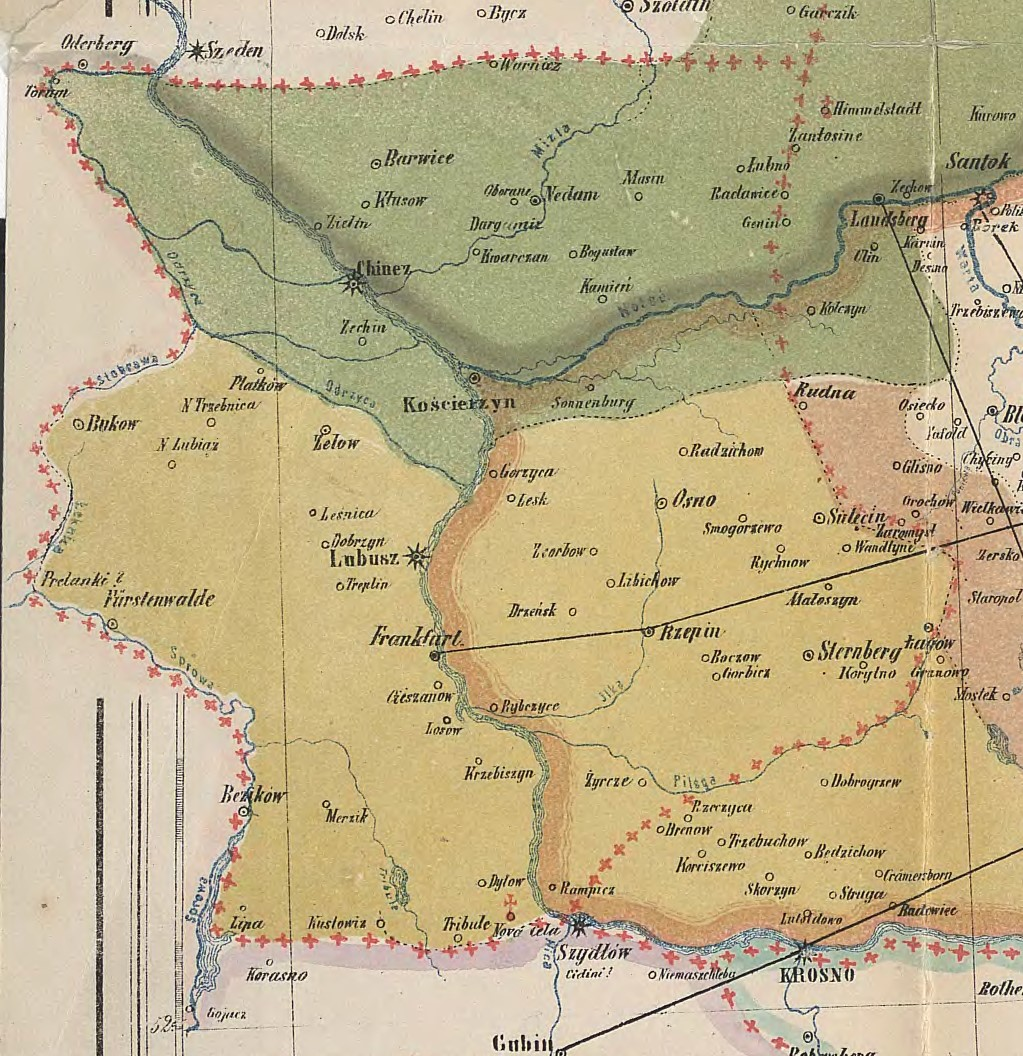
Lubušsko — jádro budoucí Nové marky — za vlády Piastovců

Do sféry polského vlivu se oblast dostala v 10. století za vlády prvního historicky doloženého Piastovce knížete Měška I. (asi 935–992) a jeho syna a nástupce, prvního polského krále Boleslava I. (967–1025), kteří byli oba Polanskými vévody. Polští vládci připojili budoucí Novou marku ke svému území jako Lubušsko a do počátku 13. století byla dříve téměř vylidněná oblast řídce osídlena Poláky.
Počínaje 30. léty 13. století se z popudu pomořanských a polských vládců začali jižně a severně od řek Warta a Noteć usazovat dolnoněmecky hovořící kolonisté ze Svaté říše římské (viz Německá východní kolonizace). Vládci pozvali příslušníky řádu templářů a johanitů, aby zde zakládali kláštery, v jejichž blízkosti se začalo rozvíjet osídlení. K posílení pohraničí vybudovali pomořanští a polští vévodové na severu hrady, kolem nichž se také rozrůstalo osídlení.
Počínaje Albrechtem I. (vládl 1157–1170) se Askánská markrabata z Braniborského markrabství snažila rozšířit své državy na východ od Odry. Do roku 1242 se jim podařilo získat opěrný bod na jejím východním břehu a v roce 1252 zakoupily Braniborské markrabství a Magdeburská arcidiecéze Lubušsko. Roku 1253 společně založily Frankfurt nad Odrou jako přechod a shromaždiště pro další výboje na východ. Prostřednictvím koupí území, svatebních smluv a služeb polským Piastovcům rozšířili Askánci svoje území na východ až k řece Drávě a na sever k řece Parsentě. Například Pomořansko usilovalo o polské purkrabství Santok, významnou základnu a přechod přes Wartu blízko jejího soutoku s Notečí. Velkopolský kníže Přemysl I. se zbavil starostí o správu této pevnosti tím, že nabídl purkrabství braniborskému markraběti Konrádovi I. (asi 1240–1304) jako věno své dcery Konstancie. K zabezpečení oblasti založil markrabě Jan I. v roce 1257 město Landsberg na Wartě (dnes Gorzów Wielkopolski). V roce 1261 prodali templáři Soldin Askáncům a město se postupně stávalo centrem oblasti.
Většina kolonistů, kteří se usadili v novém východním teritoriu Braniborska, pocházela z Magdeburgu nebo ze Staré marky. Na rozdíl od zbytku Braniborska, kde Askánci usazovali rytíře v neopevněných vesnicích, začala markrabata v zemi na východ od Odry budovat strážní hrady na ochranu před Polskem. Slovanské obyvatelstvo této oblasti začalo být postupně germanizováno.
Jelikož byla nová Terra trans Oderam, neboli Země za Odrou rozšířením Braniborského markrabství, začala být od poloviny 15. století známá jako Nová marka.
Poté, co braniborská linie Askánců vymřela po meči Jindřichem II. zvaným Dítě (1308–1320), začal braniborský zájem o Novou marku opadat. Ani markrabata z rodu Wittelsbachů (1323– 1373), ani vládci z rodu Lucemburků (1373–1415) se příliš nezajímali o další rozvoj svého nejvýchodnějšího území. Politické vakuum umožnilo Polsku opětovně získat v oblasti vliv, zatímco místní obyvatelstvo bylo terorizováno loupeživými rytíři.

### Řád německých rytířů

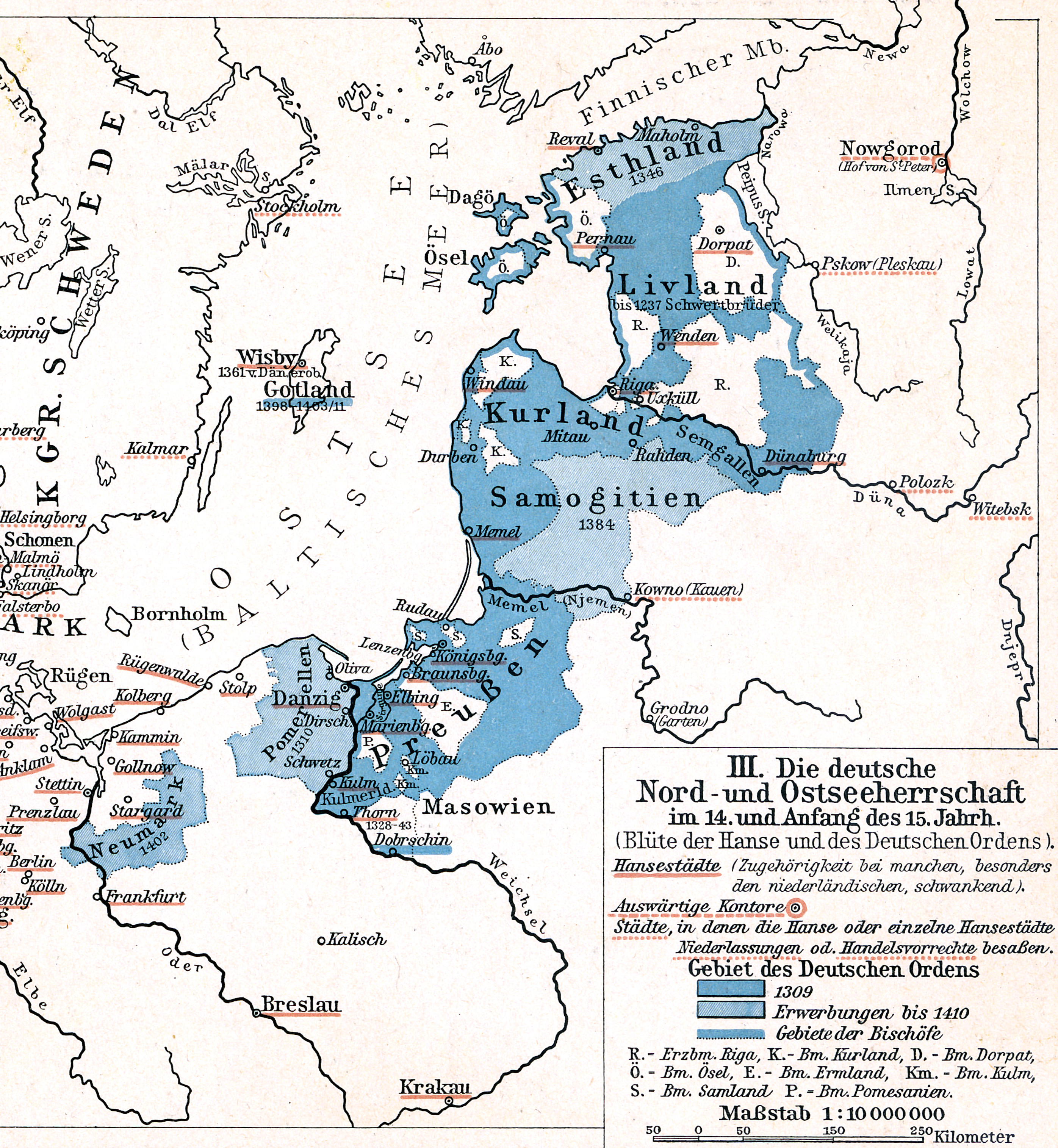
Stát Řádu německých rytířů v roce 1410

V roce 1402 zastavilo Braniborsko Novou marku Řádu německých rytířů a roku 1429 ji zcela předalo do jeho správy, přestože řád o tuto oblast také nijak nedbal. Po porážce německých rytířů v bitvě u Grunwaldu v roce 1410 využil budoucí vysoký mistr řádu Michael Küchmeister von Sternberg území Nové marky jako shromaždiště pro armádu německých a maďarských žoldnéřů, které později využil v boji proti vojsku polského krále Vladislava II. Jagella. To umožnilo řádu podržet si v rámci Prvního toruňského míru značnou část jeho území.
Špatná finanční situace způsobená třináctiletou válkou přinutila řád v letech 1454/1455 zastavit Novou marku zpět Braniborsku, jemuž tehdy vládl kurfiřt Fridrich II. Železný (1440–1470) z dynastie Hohenzollernů (smlouvy z Cöllnu a Mewe). Poté, co Fridrich II. v roce 1463 opětovně získal Braniborsku Novou marku za 40 000 zlatých, zůstala tato oblast po následující staletí Braniborsku, s výjimkou let 1535–1571. Fridrich svým nástupcům napsal: „že řečená země, Nová marka, bude náležet k německému území a ke ctihodnému kurfiřtství Braniborské marky, k němuž byla přičleněna při ustanovení kurfiřtství, a zůstane tak a nikdy nebudiž předána těm, kdo nehovoří německým jazykem.“

### Braniborsko-Kostřínsko

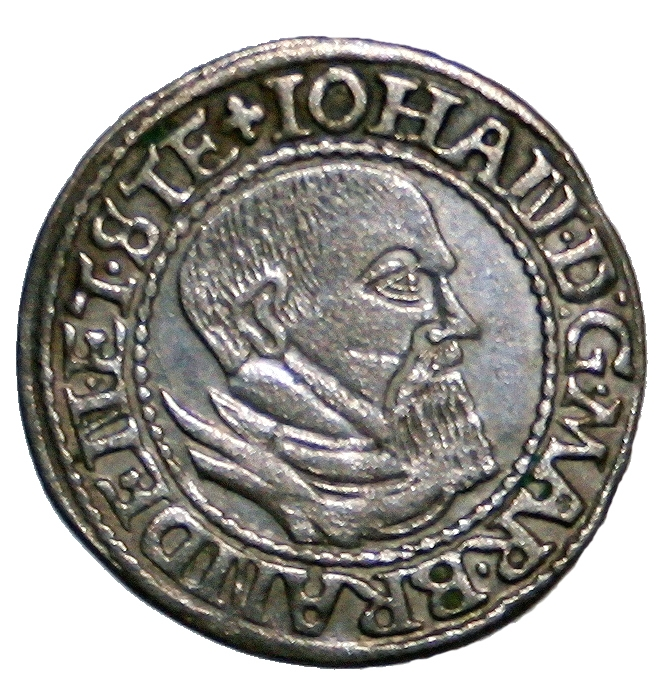
Groš Jana Hohenzollerna z roku 1545

Po smrti kurfiřta Joachima I. Nestora v roce 1535 připadlo braniborské území západně od Odry neboli Kurmark jeho staršímu synovi a braniborskému kurfiřtovi Joachimu II. Hektorovi (1505–1571) a Novou marku obdržel Nestorův mladší syn markrabě Jan Hohenzollern (1513–1571), který ji začal řídit jako nezávislé markrabství a sjednotil ji. Coby zanícenému stoupenci reformace se mu podařilo obrátit Novou marku na luteránství. Zkonfiskoval též majetky katolické církve. Žil střídmě a peníze do své pokladnice získával lichvou a najímáním žoldnéřských armád.
Rozdělení Braniborska vyústilo v obchodní války mezi oběma bratry, neboť města Krosno Odrzańskie a Gorzów Wielkopolski soupeřila s kurmarským Frankfurtem o obchodní prvenství. Oba bratři se nakonec dohodli na kompromisu – na ekonomický úkor Štětína. (Usmíření obou bratrů bylo vedeno i zájmem jejich markrabství v době šmalkaldské války v letech 1546–1547.)
Roku 1548 přesunul markrabě Jan státní správu ze Soldinu do Kostřína. Po úmrtí obou bratrů, jež proběhlo během 10 dní v roce 1571, byla Nová marka za vlády syna Joachima II., Jana Jiřího, opětovně spojena s Kurmarkou.

### Braniborsko-Prusko
Poté, co braniborský kurfiřt Jan Zikmund zdědil Pruské vévodství, stalo se východní Braniborsko roku 1618 součástí Braniborska-Pruska. Během třicetileté války (1618–1648) plenila, drancovala a pustošila krajinu jak švédská vojska, tak armády Svaté říše římské. V letech 1626 a 1631 se přidaly i epidemie dýmějového moru, které zabily značnou část zdejších obyvatel. V době, kdy zemi okupovala švédská vojska, musela platit daň 60 000 tolarů a 10 000 otepí žita.

### Pruské království

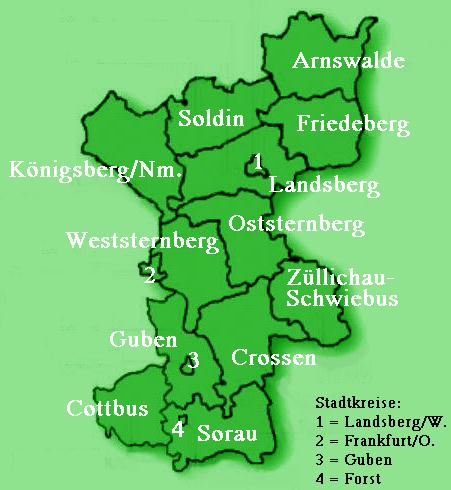
Okresy Nové marky v roce 1873

Po vyhlášení Pruského království v roce 1701 se situace v Nové marce počala zlepšovat. Král Bedřich I. začal podporovat nové vlny přistěhovalectví. V oblasti se začalo usazovat mnoho hugenotů, kteří byli ve Francii tvrdě pronásledováni. Započal se zde rovněž rozvíjet textilní průmysl. Avšak sedmiletá válka přinesla opět úpadek, neboť obyvatelstvo muselo platit vysoké kontribuční příspěvky na vedení války a na území Nové marky se rovněž odehrávala řada bitev, jako byla například bitva u Kunnersdorfu (Kunowic). Za Bedřicha Velikého došlo k ekonomické konsolidaci, již umožnilo zúrodnění nové půdy získané vysušením rozsáhlých bažin v oblasti řek Warty a Noteče.
Reorganizace Pruska po územních změnách, k nimž došlo po Vídeňském kongresu roku 1815, změnila politickou tvář Nové marky. Okresy Dramburg, Schivelbein a Arnswalde s městem Nörenberg (Ińsko) se staly součástí nové provincie Pomořansko. Zbývající území Nové marky bylo vtěleno do nově vytvořeného frankfurtského vládního obvodu provincie Braniborsko.

### Německo
Po vzniku Německého císařství, v jehož čele stáli pruští Hohenzollernové, v roce 1871 se Nová marka stala — stejně jako zbytek Braniborska — součástí sjednoceného německého státu. V Národním shromáždění Výmarské republiky volila 1. listopadu 1919 většina jejích zástupců Sociálnědemokratickou stranu Německa (SPD). Ve volbách do Říšského sněmu Výmarské republiky 20. května 1928 volila převážná část obyvatelstva Nové marky Německou národně lidovou stranu (DNVP). SPD zůstal jen zlomek hlasů. Volby z 6. listopadu 1932 zde vyhrála nacistická NSDAP.
Poté, co nacistické úřady zrušily v roce 1938 Poznaňsko-západopruskou provincii, rozšířily Frankfurtský region o Skwierzynsko a Międzyrzeczsko, zatímco Choszczensko a Strzelecko se navrátily do Pomořanska. Podle sčítání z roku 1939 žilo v Nové marce 645 000 obyvatel, z čehož jen 3000 se nehlásily k německé národnosti. Na většině území marky se hovořilo braniborským dialektem.

#### Infrastruktura před rokem 1945
Hlavní hospodářská odvětví na území Nové marky byly dlouho zemědělství a lesnictví. Středně velká města měla převážně venkovský ráz s nezbytnými výročními trhy. Textilní průmysl se dostal na přední místo až v 19. století. S budováním sítě moderních silnic – díky páteřní dálkové trase z Berlína do Königsbergu (dnes Kaliningrad) – a pruské východní železnice z Berlína do Danzigu (dnes Gdaňsk) a do Königsbergu se Nová marka začala rozvíjet i průmyslově. Tento rozvoj sloužil především potřebám zemědělství a průmyslové podniky se soustřeďovaly zejména v blízkosti měst Landsberg (Gorzów Wielkopolski) a Kostřín. Nová marka však nikdy nedosáhla takového průmyslového rozvoje či hustoty osídlení jako jiné německé oblasti, například Porúří, Sasko nebo Horní Slezsko.

#### Druhá světová válka
Sovětská Rudá armáda vstoupila na území Nové marky v lednu 1945. Vzhledem k jejímu rychlému postupu zdejší obyvatelstvo značně trpělo, neboť lidé nestačili včas uprchnout. V bojích bylo zabito přes 40 000 obránců z řad obyvatel Nové marky.
Podle sovětských požadavků zakotvených v Postupimské dohodě bylo území Nové marky po skončení Postupimské konference předáno pod polskou správu a posléze se stalo součástí Polska. Přeživší německé obyvatelstvo bylo násilně vysídleno a postupně nahrazeno Poláky. Někteří z nich pocházeli ze středního Polska, další byli vyhnanci z východní části Polska, kterou SSSR zabral na konci 2. světové války. Zůstalo zde jen velmi málo z původních německých obyvatel, šlo převážně o techniky, kteří nuceně pracovali pro podniky zabezpečující zásobování vodou. V 50. létech jim byla umožněna emigrace do Německa. Starší odhady uvádějí, že z 645 000 obyvatel Nové marky v roce 1939 jich v roce 1950 zůstalo v oblasti jen 5000.